# ガッター・ツインズ
ガッター・ツインズ(The Gutter Twins)は、アメリカのロックバンド。アフガン・ウィッグス、トワイライト・シンガーズで活動したグレッグ・デュリとスクリーミング・トゥリーズやクイーンズ・オブ・ザ・ストーン・エイジなどの活動で知られるマーク・ラネガンの2人によって結成。2007年7月にサブ・ポップと契約し、翌年3月にアルバム『Saturnalia』でデビュー。同月にテレビ番組『レイト・ショー・ウィズ・デイヴィッド・レターマン』にバックバンドと共に出演し、アメリカとヨーロッパをツアーで回った。9月にiTunes限定販売EP『Adorata』をリリース。2011年より活動休止。

## 作品
- Saturnalia （2008年）
- Adorata EP （2008年）